# アーポ・マエンパー
アーポ・マエンパー（Aapo Mäenpää、1998年1月14日 - ）は、フィンランド・ハメーンリンナ出身のプロサッカー選手。FCイルヴェス所属。ポジションは、ディフェンダー（ライトバック）。